# Xian Hui
Xian Hui (chinesisch: 咸 辉; Xiao'erjing: ﺷِﯿًﺎ ﺧُﻮِ; geboren März 1958 in Dingxi, Provinz Gansu) ist eine chinesische Politikerin des ethnischen Minderheit der Hui-Chinesen angehört. Seit Juli 2016 ist sie Vorsitzende (Gouverneurin) der autonomen Region Ningxia.

## Leben
Xian Hui wurde im März 1958 in der Präfektur Dingxi in der Provinz Gansu geboren. Während der Kulturrevolution gehörte sie zu den Jugendlichen, die in ländliche Regionen geschickt wurden, um dort Handarbeit verrichteten zu müssen. Zwischen 1978 und 1981 schloss sie sich einer der ersten Gruppen von Studenten an, die nach der Kulturrevolution zur postsekundären Ausbildung zugelassen wurden, und studierte chinesische Literatur an der Zentralen Nationalitäten-Universität und der Lanzhou-Universität. Nach dem Studium kehrte sie in ihre Heimatprovinz zurück und arbeitete zunächst in der Zentralabteilung Vereinigte Arbeitsfront der Provinz.
2003 wurde Xian zum stellvertretenden Leiter der Organisationsabteilung der kommunistischen Partei von Gansu ernannt. Im März 2007 wurde Xian zum Vize-Gouverneur ernannt. Sie wurde im April 2012 in den ständigen Ausschuss der Provinzpartei berufen. Im Mai 2015 wurde sie Vizegouverneurin; Sie amtierte bis Juli 2016. 
Am 3. Juli 2016 wurde Xian zur Vorsitzenden von Ningxia, einer an Gansu grenzenden Region, ernannt. Xians Aufstieg im Amt der Vorsitzenden war der einzige bekannte Fall in der Geschichte der Volksrepublik, in dem eine Frau das Amt einer eine andere Frau in einer führenden Provinzpartei oder Regierungsposition übernahm. Sie wurde am 19. September 2016 vom regionalen Volkskongress als Vorsitzende bestätigt.